# Dufour 29
Die Dufour 29 ist ein französisches Segelboot, das von Michel Dufour als Fahrtenyacht entworfen und erstmals 1975 in der Werft von Dufour Yachts in La Rochelle in Frankreich gebaut wurde.
Bis 1985 wurden etwa 400 Boote in La Rochelle produziert.

Dufour 29

| Datenblatt                        | Datenblatt              |
| --------------------------------- | ----------------------- |
| Designer                          | Michel Dufour           |
| Herkunft                          | Frankreich              |
| Year                              | 1975–1984               |
| Anzahl gebaut                     | ca. 400 Stück           |
| Bauwerft(en)                      | Dufour Yachts (Fra)     |
| Verwendungszweck                  | Fahrtenyacht / Kreuzer  |
| Name                              | Dufour 29               |
| Boot                              |                         |
| Verdrängung                       | 3,086 lb (1,400 kg)     |
| Tiefgang                          | 5.25' / 1.60m           |
| Rumpf                             |                         |
| Typ                               | Einrumpfboot            |
| Konstruktion                      | GFK                     |
| Länge                             | 29.33' / 8.94m          |
| Wasserlinienlänge                 | 25.08' / 7.64m          |
| Breite                            | 9.67' / 2.95m           |
| Rumpfanhänge                      |                         |
| Kiel                              | Kiel mit Ruder auf Skeg |
| Ballast                           | 2645 Ibs. / 1200 kgs.   |
| Ruder                             | Ruder am Skeg           |
| Rigging (Takelage)                |                         |
| Takelungstyp                      | Toppsegel-Sloop         |
| Höhe des Vorsegeldreiecks         | 1:35.70' / 10.88m       |
| Basis des Vorsegeldreiecks        | 1.50' / 13.51m          |
| Länge des Großsegels am Luff      | 30.80' / 9.39m          |
| Länge des Großsegels am Unterliek | 10.30' / 3.14m          |
| Segel                             |                         |
| Segelplan                         | Toppsegel-Sloop         |
| Fläche des Großsegels             | 158.62 f2 / 14.74 m2    |
| Fläche der Fock/Genua             | 205.28 f2 / 19.07 m2    |
| Fläche des Spinnakers             | 463 sq ft (43,0 m2)     |
| Total                             | 363.90 f2 / 33.81 m2    |
| Motor                             |                         |
| Volvopenta MD7A                   | 14 PK Diesel 2 Zylinder |

## Produktion
Dufour Yachts ist ein französischer Segelboot- und Segelyachthersteller. Das Unternehmen mit Sitz in der westfranzösischen Hafenstadt La Rochelle wurde im Jahr 1964 vom Schiffbauingenieur Michael Dufour gegründet.
Der Entwurf der Dufour 29 wurde ab 1974 hergestellt und ausgeliefert. Sehr oft wurde das Modell in die Vereinigten Staaten exportiert. Insgesamt wurden ca. 400 Boote gebaut. Die Produktion ist 1984 eingestellt worden.

## Design

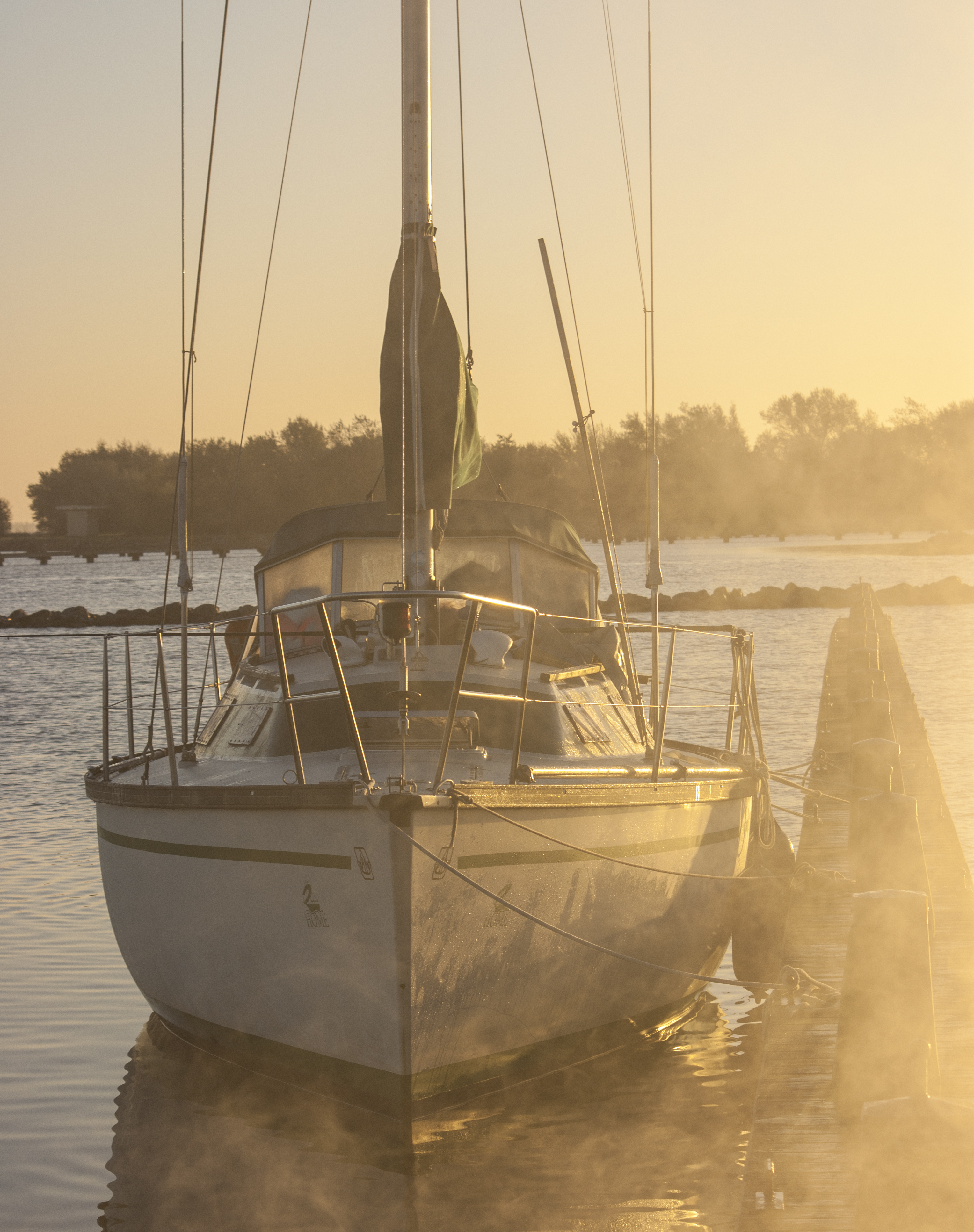
Dufour 29 von 1981

Die Dufour 29 ist ein Freizeit-Kielboot, das aus Glasfaser mit Holzinnenausbau gebaut wurde.
Sie hat ein Masttop-Sloop-Rigg mit Aluminiummast, einen an Deck gestellten Mast, stehendes Gut aus Draht und einen Satz Salinge. Der Vorsteven und das Heck fallen parallel im gleichen Winkel ab, was dem Schiff einen zeitlosen sportlichen Charakter verleiht. Die Dufour 29 hat ein skegmontiertes Ruder, das mit Pinnen oder Radsteuerung geliefert wurde, und einen festen Kiel. Es verdrängt 3500 kg und hat 1200 kg Ballast. Mit dem Standardkiel hat das Boot einen Tiefgang von 1,60 m.
Die Konstruktion bietet bis zu 6 Schlafplätze, mit einer Doppel-V-Liege in der Bugkabine und zwei geraden Sitzbänken in der Hauptkabine. Die Kombüse befindet sich auf der Backbordseite an der Niedergangstreppe. Auf der Steuerbordseite befindet sich ein Navigationsplatz.